# 西小川信号所
西小川信号所（にしおがわしんごうじょ）は、東京都小平市小川西町一丁目に存在した西武鉄道拝島線の信号場。
小川 - 東大和市間に存在し、小川 - 玉川上水間の複線化工事において複線区間と単線区間の境界をなしていた。

## 概要
拝島線が1968年（昭和43年）に拝島まで全通した当時、上水線時代の1962年（昭和37年）に編入した旧小平線の小平 - 萩山間を1967年（昭和42年）に複線化してあったのみで、それより西は全て単線であった。しかし、戦後すぐから西武鉄道全体で進められていた複線化の波は拝島線にも押し寄せ、1979年（昭和54年）に萩山 - 小川間、1983年（昭和58年）に武蔵砂川 - 西武立川間が複線化され、中央部のみが単線で残された形となった。
この区間に対し、西武鉄道は小川 - 玉川上水間を複線化することとしたが、この時に小川 - 東大和市間に関しては東西に分割して施工した。これにより1987年（昭和62年）3月5日にまず西側が複線化されることになり、同時にその複線部と東側の単線部を出入りする列車の交換用に当信号所が設けられた。
この区間のうち西側は翌1988年（昭和63年）に玉川上水まで複線化されたものの、東側の小川から当信号所までの間は単線で存置され、その間当信号所は複線区間・単線区間の境界としての役割を果たすことになった。そして1991年（平成3年）3月29日、小川 - 玉川上水間の複線化が完了すると、当信号所は役目を終えて廃止された。

## 歴史
- 1987年（昭和62年）3月5日：小川 - 玉川上水間複線化工事において、単線区間と複線区間の境界として設置。当信号所より西が複線、東が単線であった。
- 1991年（平成3年）3月29日：小川 - 西小川信号所間が複線化され、前後の複線化が全て完了したことにより廃止。

## 廃止後の状況
複線化工事の際に短期間設置された信号所であり、敷地は複線化用地に転用されたため、現在では痕跡は何も残っていない。

## 隣の駅
西武鉄道
■拝島線
小川駅 - 西小川信号所 - 東大和市駅

## 参考資料
- 西武鉄道編『西武鉄道2008会社要覧』（西武鉄道刊、2008年）
- 小松丘「西武鉄道の「廃」をさぐる」（電気車研究会『鉄道ピクトリアル』2002年4月臨時増刊号「特集 西武鉄道」収録）